# FCA US
Stellantis North America, già Chrysler Corporation, DaimlerChrysler, Chrysler LLC, Chrysler Group e FCA US, è un gruppo industriale statunitense di proprietà Stellantis, fondato il 6 giugno 1925.
Gruppo indipendente fino al 1998, in tale anno fu acquisito dalla Daimler-Benz. Dopo nove anni, nel 2007 il gruppo Chrysler passò sotto il controllo del gruppo finanziario Cerberus Capital Management. Due anni dopo, nel 2009, Fiat Group rilevò una quota di minoranza del gruppo statunitense, e nel 2011 la nuova Fiat S.p.A. acquisì il controllo maggioritario del gruppo attraverso Fiat Group Automobiles.

## Storia

### 1925–1998: Chrysler Corporation
Con la creazione della casa automobilistica Chrysler, Walter Chrysler costituì anche la Chrysler Corporation che con il passare degli anni divenne un consolidato gruppo automobilistico mondiale. Con la fondazione della nuova entità societaria, l'attività dell'azienda si affermò e ottenne un rapido successo. Ciò permise di attuare subito una politica di espansione che, dal 1928, portò all'attuazione di manovre molto grosse e significative, come la fondazione dei sottomarchi Plymouth e DeSoto e l'acquisizione della Dodge; nel 1930 venne anche inaugurata la sua sede di New York situata in un palazzo costruito appositamente, il Chrysler Building.
Nel 1966 il gruppo Chrysler acquistò la Rootes e la SIMCA, entrambe già proprietarie di marchi come la Talbot e la Hillman, e fondò quindi la Chrysler-Europe: da quel momento, gran parte delle vetture prodotte da Simca, Talbot, Hillman e altri marchi furono rimarchiate Chrysler per alcuni mercati, mentre per altri mantennero il marchio originario. Tra tutti questi marchi prevalse il marchio Simca come volumi di vendite, mentre altri, come la Hillman, rimasero un po' in ombra; invece, un fatto clamoroso e anche un po' paradossale, fu che tra i marchi di minor successo in Europa vi fu proprio quello Chrysler, che con la sua 180 non ottenne grandi successi. Questa resa altalenante fece sì che la divisione europea del gruppo si trovasse ben presto in grosse difficoltà finanziarie, al punto che nel 1978 fu acquisita e gradualmente assorbita dal gruppo francese PSA Peugeot Citroën.
Negli anni 1980 il gruppo Chrysler acquistò una quota del 20% di Mitsubishi, rafforzandosi così nel settore delle auto di gamma bassa e medio-bassa. Inoltre, nel 1987, il gruppo acquistò anche la AMC, casa automobilistica da cui riprese la produzione di veicoli fuoristrada; infatti la AMC era proprietaria della Jeep, storico marchio noto da decenni per la sua dedizione a vetture puramente off-road. Sempre degli stessi anni fu anche la breve acquisizione dell'italiana Lamborghini. Tra il 1991 e il 1993 il gruppo Chrysler dismette anche la sua partecipazione in Mitsubishi Motors, mantenendo comunque diversi accordi commerciali con il partner giapponese.

### Le proprietà Daimler-Benz e Cerberus

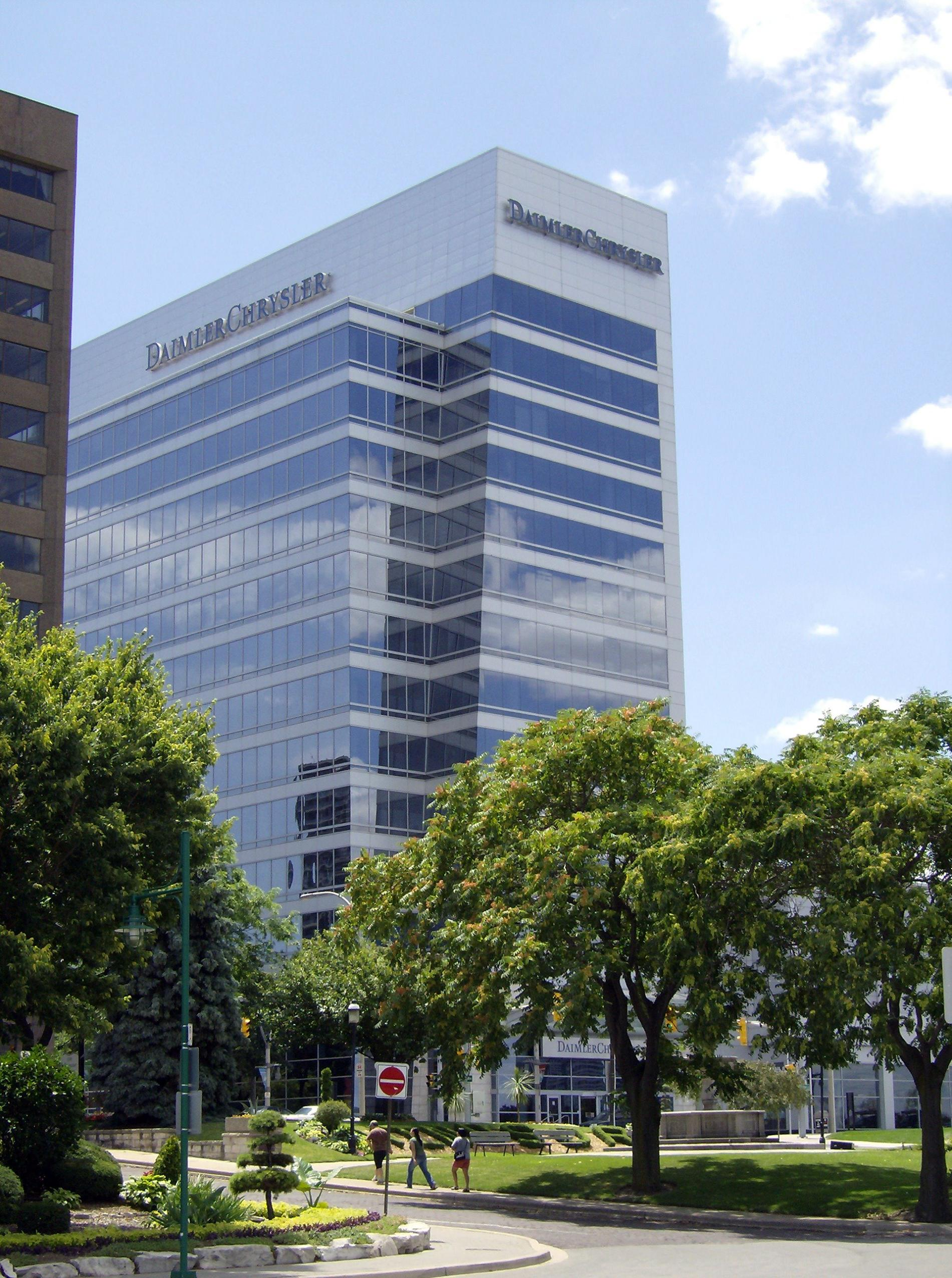
Sede canadese di DaimlerChrysler a Windsor, Ontario (2007)

Il gruppo Chrysler rimase indipendente fino al 1998, anno in cui fu acquisito dalla Daimler-Benz per costituire la DaimlerChrysler AG. Dal 1998 al 2007, Chrysler e le sue divisioni entrarono quindi a far parte della nuova società, basata sul diritto tedesco. In questo periodo, nel 2001 avvenne la chiusura del marchio Plymouth.
Il 14 maggio 2007 DaimlerChrysler annunciò la messa in vendita dell'80,1% del Gruppo Chrysler alla società americana Cerberus Capital Management, decidendo di mantenere comunque il rimanente 19,9%: il nuovo nome scelto per il gruppo fu Chrysler LLC, mentre la DaimlerChrysler diventò Daimler AG. L'accordo fu finalizzato il 3 agosto 2007, per 5,5 miliardi di euro (7,4 miliardi di USD). Dopo l'annuncio del passaggio a Cerberus, il gruppo Chrysler svelò il nuovo logo il 6 agosto 2007; il nuovo gruppo controllava Chrysler, Dodge, Jeep, Chrysler Financial (società di servizi finanziari), Mopar (produttore di componenti automobilistici) e Global Electric Motorcars.

### La fusione con Fiat: da Chrysler Group a FCA US
Nel gennaio 2009 fu resa pubblica la notizia della firma di un protocollo d'intesa che portò Fiat Group a diventare proprietario del 20% di Chrysler Group, grazie a un accordo di cooperazione che prevede l'aiuto al gruppo Chrysler nell'operazione di risanamento industriale a costo zero per Fiat Group in cambio di tecnologie, ristrutturazione degli impianti e l'aiuto a distribuire veicoli Chrysler al di fuori dell'America Settentrionale. Il 10 giugno 2009 Fiat Group acquistò il 20% di Chrysler, diventando holding controllante di tutto il gruppo Chrysler, questo sottoposto al Chapter 11 del diritto fallimentare americano: attraverso una bancarotta controllata, la società venne separata in una bad company con i relativi debiti, e in una new company cui vennero conferiti personale, mezzi di produzione, brevetti e clienti.
Il presidente statunitense, Barack Obama, subordinò la concessione di un "prestito-ponte" al gruppo Chrysler, a un piano industriale e a un'alleanza con Fiat Group per portare negli Stati Uniti automobili a basso impatto ambientale e con motori di piccola cilindrata, da tempo circolanti in Europa; l'economia verde era stata un punto qualificante della sua campagna elettorale. I creditori e i fondi pensione che avevano investito nella vecchia società presentarono ricorso contro la fusione alla Corte Suprema degli Stati Uniti, che rigettò le richieste. Fiat Group acquistò nell'aprile 2009 questa società a costo zero, impegnandosi a condividere con Chrysler Group le proprie conoscenze tecniche e brevetti in materia di "motori verdi" e ridotti consumi energetici. A fine 2009 venne decisa la scissione del ramo pick-up e furgoni da Dodge, cosa che porta alla nascita del marchio Ram Trucks.
Il 10 gennaio 2011 la quota della nuova Fiat S.p.A. salì al 25%; il successivo 12 aprile salì ancora al 30%, e ancora il 24 maggio 2011 passò al 46%. Intanto, nell'aprile dello stesso anno viene ceduta Global Electric Motorcars a Polaris Industries. Il 21 luglio 2011 il gruppo italiano ottenne ufficialmente il controllo della maggioranza del pacchetto azionario di Chrysler Group, salendo al 53,5%; il 5 gennaio 2012 la quota venne ulteriormente incrementata al 58,5% in virtù del raggiungimento di obiettivi industriali precedentemente stabiliti. Nel gennaio 2014 venne annunciato l'inizio delle operazioni volte ad acquisire, attraverso la controllata Fiat North America, la totalità delle azioni di Chrysler Group da parte del gruppo italiano, manovra completata il 21 dello stesso mese: a seguito di ciò, otto giorni dopo la proprietà Fiat fece quindi partire una riorganizzazione atta all'integrazione tra i due gruppi, volta alla costituzione di un nuovo e unico soggetto globale denominato Fiat Chrysler Automobiles (FCA).
Il 16 dicembre 2014 FCA annunciò il cambio di nome, nome con effetto immediato, da Chrysler Group a FCA US. A luglio 2015 il gruppo avviò una campagna di richiamo di 1,4 milioni di veicoli dal mercato, a seguito di uno studio che aveva dimostrato la possibilità di un controllo automatico a distanza  del veicolo: un soggetto esterno poteva accedere da remoto tramite smartphone e assumere il controllo dei sistemi di guida e di sicurezza attiva.

## Marchi
Attuali
- Chrysler
- Dodge
- Jeep
- Mopar
- Ram
- SRT

Dismessi
- Rootes
- DeSoto
- Eagle
- Plymouth
- Imperial

## Loghi

Logo di Chrysler Corporation usato dal 1962 al 1998; usato fino a parte degli anni 1990 dai marchi Chrysler, Dodge e Plymouth.
Logo di DaimlerChrysler usato dal 1998 al 2007
Logo di Chrysler LLC usato dal 2007 al 2014
Logo di Fiat Chrysler Automobiles, in uso anche dalla sussidiaria FCA US dal 2014